# Alfred van der Smissen

General Alfred Baron van der Smissen

Alfred Louis Adolphe Graves Baron van der Smissen (* 1. Februar 1823 in Brüssel; † 16. Juni 1895 ebenda) war ein belgischer General.

## Leben
Sein Vater war der General Jacques van der Smissen, der in der Schlacht von Waterloo ein Artillerie-Bataillon leitete. 
Im Alter von 20 Jahren trat Alfred van der Smissen in die belgische Armee ein und wurde Offizier. Im Jahr 1851 diente er in der französischen Fremdenlegion bei der Niederschlagung des Aufstands der Kabylen in Algerien. Nach seiner Rückkehr wurde er zum Oberleutnant (1852) und dann zum Hauptmann (1855) befördert. Im Jahr 1857 verlieh ihm König Leopold I. den erblichen Titel eines Barons.
Alfred van der Smissen wurde 1859 zum Aide-de-camp des belgischen Kriegsministers Pierre Chazal ernannt. Im Jahr 1864 wurde er Kommandant des belgischen Freiwilligenkorps, das die Sicherheit der mexikanischen Kaiserin Charlotte, der Tochter von König Leopold I., gewährleisten sollte. Die Einheit kämpfte während der französischen Intervention in Mexiko auf Seiten von Kaiser Maximilian I. gegen die liberalen Truppen von Benito Juárez.  
Anders als das österreichische Freiwilligenkorps bestand die rund 2.000 Mann starke Truppe aus größtenteils unerfahrenen Soldaten und musste in der Schlacht von Tacámbaro am 11. April 1865 schwere Verluste hinnehmen. Etwa 30 Belgier starben, die übrigen kamen für kurze Zeit in Gefangenschaft und wurden darauf freigelassen. Nach dem Sieg in der Schlacht von Marin (1866) erfolgte eine erfolglose Expedition nach Ixmiquilpan. Mit dem Rückzug der französischen Armee aus Mexiko im Jahr 1867 wurde auch das belgische Freiwilligenkorps am 11. Januar 1867 nach Europa verschifft und bei seiner Ankunft in Antwerpen aufgelöst. 
Der französische General Maxime Weygand (1867–1965) soll ein Sohn von Alfred van der Smissen aus einer außerehelichen Affaire mit Kaiserin Charlotte sein.
Nach der Rückkehr nach Belgien war Alfred van der Smissen von 1870 bis 1875 Kommandant des 1. Grenadierregiments, der Wachtruppe von König Leopold II. Im Jahr 1869 wurde er zum Oberstleutnant und zwei Jahre später zum Oberst befördert. Danach war er Kommandant der 6. Infanteriebrigade (1875) und nach der Beförderung zum Generalmajor dann Kommandant der 9. Infanteriebrigade (1875–1877). Von 1877 bis 1882 leitete er die 4. Infanteriedivision und wurde im Jahr 1879 zum Generalleutnant ernannt. Ab 1883 bis zu seinem Tod war er Flügeladjutant von König Leopold II. 
Im Jahr 1886 erhielt Alfred van der Smissen den Auftrag der Regierung Beernaert, den Arbeiteraufstand in Borinage zu brechen. Er war auch ausschlaggebend an der Niederschlagung des Streiks in Charleroi beteiligt.
Am 30. Juli 1890 erbat Alfred van der Smissen seine Entlassung aus der belgischen Armee, da er die Ordensverleihung durch den Kriegsminister Charles Pontus für eine beleidigende Maßnahme für sein Offizierskorps hielt. Er sprach sich als Autor für eine allgemeine Wehrpflicht aus und verfasste das Buch «Souvenirs du Mexique» (1892).